# Jevargi(B), Afzalpur
Jevargi(B) là một làng thuộc tehsil Afzalpur, huyện Gulbarga, bang Karnataka, Ấn Độ.